# 北村匠海
北村 匠海（きたむら たくみ、1997年11月3日 - ）は、日本の俳優、歌手、モデル。東京都出身。スターダストプロモーション制作3部所属。
スターダストプロモーションのダンスロックバンド・DISH//のリーダーを務める。DISH//での活動時は、2016年までTAKUMI名義を用いていた。

## 略歴
2006年ごろ（小学3年生の時）にスカウトされ、スターダストプロモーションに所属する。100回以上オーディションを受け続け、9歳でCMデビュー。
2007年のCM『HONDA 低床・低重心ミニバン-低床の世界篇-』にて、CM初出演。
2008年2・3月にNHK『みんなのうた』で放送された「リスに恋した少年」で歌手デビューした。そして同年6月公開の映画『DIVE!!』で映画初出演。
2009年には雑誌『小学六年生』で同年度読者モデル特別賞を受賞する。同年8月テレビドラマ『太陽と海の教室』にてテレビドラマ初出演。
中学進学後の2010年夏には俳優ユニットとして始動したEBiDANに所属する。2011年12月にEBiDAN内ユニットのダンスロックバンド・DISH//のメンバーとなる。バンド内ではリーダーとメインボーカルとギターを担当する。
2017年の映画『君の膵臓をたべたい』で浜辺美波と共に主演に抜擢され、第41回日本アカデミー賞新人俳優賞をはじめ数々の新人賞を受賞。映画も興行収入35億円を超える大ヒット作となった。
成人を迎えた2018年は、テレビ東京系ドラマ『鈴木先生』（2011年）で共演して以来、親交のある土屋太鳳とボーカルユニット「TAOTAK」を結成。ウカスカジーの楽曲「Anniversary」をカバーし、11月16日に配信限定シングル『Anniversary』リリースする。
2020年には、映画『とんかつDJアゲ太郎』にて、勝又揚太郎役で映画初単独主演を務める。
2022年に開催されたEBiDAN THE LIVEにて、DISH//はEBiDANから卒業した。
2023年12月14日に、実写ドラマ『幽☆遊☆白書』で、主演・浦飯幽助役を務め、Netflixで全世界同時配信された。
2024年1月1日に発生した能登半島地震においては義援金を寄付している。
2025年2月7日公開の短編映画『世界征服やめた』で監督デビューした。3月31日、連続テレビ小説『あんぱん』にて、柳井嵩役で、連続テレビ小説に初出演する。

## 人物
趣味はカメラで、17歳のころに父親からプレゼントされたライカのコンパクトフィルムや、PENTAXのSPなどを愛用している。
ミニチュア・シュナウザーのハクという名前の犬を飼っている。
映画『DIVE!!』にて池松壮亮が演じる登場人物の幼少期の役で俳優デビューをして以来、子役時代は有名俳優が演じる主人公の幼少期を演じることが多かった。岡田将生の幼少期はドラマデビュー作の『太陽と海の教室』と映画『重力ピエロ』で2回演じている。ほかにも『外事刑事』で渡部篤郎、『シュアリー・サムデイ』で小出恵介、『陽だまりの彼女』で松本潤の少年時代をそれぞれ演じている。映画『TAJOMARU』では小栗旬の少年時代を演じ、小栗の監督作品『シュアリー・サムデイ』にも出演。『信長協奏曲』では共演する機会もあった縁のある関係で、自然と目標になる俳優になったという。20歳の誕生日プレゼントには小栗から小浪次郎の写真を貰い、自宅の壁に飾っている。小栗から「何が欲しい?」と聞かれ、自らリクエストしたもの。2017年に公開された映画『君の膵臓をたべたい』では、主人公を演じた北村の成人期を小栗が演じた。

## 作品

### シングル
- 北村匠海&松本俊明『リスに恋した少年』（2008年3月5日、ソニー・ミュージックジャパンインターナショナル）

### アルバム
- 筒美京平SONG BOOK『また逢う日まで』（2021年3月24日、ソニー・ミュージックジャパンインターナショナル）[25]

### 配信シングル
- TAOTAK『Anniversary』（2018年11月16日）[12]
- もう二度と（2019年12月2日）[26]
- 春は溶けて（2021年4月23日 - 9月30日）[27]

### 監督作品
- 世界征服やめた（2025年2月7日、SPOTTED PRODUCTIONS）[18]

## 出演
役名の太字は主演作品。

### テレビドラマ
- 太陽と海の教室 第4話（2008年8月11日、フジテレビ） - 根岸洋貴（幼少期） 役
- 女子大生会計士の事件簿 第9話（2008年12月3日、BS-i） - 柿本一麻（幼少期） 役
- トミカヒーロー レスキューファイアー 第29話（2009年10月17日、テレビ東京） - コウタ 役
- 外事警察（2009年11月、NHK） - 住本健司（少年時代） 役
- 鈴木先生（2011年4月25日 - 6月27日、テレビ東京） - 出水正 役
- Fallen Angel（2012年1月21日 - 3月24日、BS朝日） - 相葉海 役
- 大河ドラマ 平清盛 第15回 - 第18回（2012年4月15日 - 5月6日、NHK） - 近衛天皇 役
- ピロートーク〜ベッドの思惑〜 第11話（2012年12月13日、関西テレビ） - MOTOKI 役
- 相棒 season11 第14話（2013年2月6日、テレビ朝日） - 藍沢祐介 役
- 信長協奏曲 第8話（2014年12月1日、フジテレビ） - 森勝蔵 役
- 天使のナイフ（2015年2月22日 - 3月12日、WOWOW）[28] - 沢村和也 役
- ゆとりですがなにか 第3話 - 第6話・第8話・最終話（2016年4月17日 - 6月19日、日本テレビ） - 小暮静磨 役[29]
- 仰げば尊し（2016年7月17日 - 9月11日、TBS） - 安保圭太 役 [30]
- 隣の家族は青く見える（2018年1月18日 - 3月22日、フジテレビ） - 青木朔 役[31]
- THE GOOD WIFE / グッドワイフ（2019年1月13日 - 3月17日、TBS） - 朝飛光太郎 役[32]
- FLY! BOYS, FLY! 僕たち、CAはじめました（2019年9月24日、関西テレビ・フジテレビ） - 早乙女薫 役[33]
- 半沢直樹II・エピソードゼロ〜狙われた半沢直樹のパスワード〜（2020年1月3日、TBS） - 黒木亮介 役[34]
- FAKE MOTION -卓球の王将-（2020年4月9日 - 5月28日、日本テレビ） - 松陰久志 役[35]
- 捨ててよ、安達さん。 第9話（2020年6月13日、テレビ東京） - 北村匠海（本人）、10年前の西村マネージャー 役[36]
- おカネの切れ目が恋のはじまり（2020年9月15日 - 10月6日、TBS） - 板垣純 役[37]
- 教場（フジテレビ） - 遠野章宏 役
  - 教場II 後編（2021年1月4日）[38]
  - 風間公親-教場0- 第4話 - 第10話・特別編（2023年5月1日 - 6月12日・26日）[39][40][41]
- にじいろカルテ（2021年1月21日 - 3月18日、テレビ朝日） - 蒼山太陽 役[42]
- ナイト・ドクター（2021年6月21日 - 9月13日、フジテレビ） - 桜庭瞬 役[43]
- ミステリと言う勿れ 第11話・最終話 （2022年3月21日・28日、フジテレビ） - 辻浩増 役[44][45]
- 名探偵ステイホームズ（2022年4月3日・10日、日本テレビ） - 主演・相田アタル 役[46]
- 星降る夜に（2023年1月17日 - 3月14日、テレビ朝日） - 柊一星 役[47][48]
- 王様に捧ぐ薬指 第3話・第8話・最終話（2023年5月2日・6月5日・20日、TBS） - 桜庭新 役[注釈 1][49]
- アンチヒーロー（2024年4月14日 - 6月16日、TBS） - 赤峰柊斗 役[50][51]
- 連続テレビ小説 あんぱん（2025年3月31日 - 、NHK） - 柳井嵩 役[19]

### 配信ドラマ
- 学園潜入型恋愛ドラマ ハイスクールドライブ 〜目が覚めたら高校生だった〜（2012年、BeeTV） - 陵介 役
- DISH//の恋するドラマディッシュ（2018年、Ameba TV） - かかとフェチな大富豪 役
- 恋の切れ目がおカネのはじまり?（2020年9月15日 - 10月6日、Paravi） - 主演・板垣純 役[52]
- にじいろカルテ 大乱闘バレンタイン編（2021年2月11日 - 2月18日、TELASA） - 主演・蒼山太陽 役[注釈 2][53]
- ある夜、彼女は明け方を想う（2022年1月8日、Amazon Prime Video）- 僕 役[54]
- 幽☆遊☆白書（2023年12月14日、Netflix） - 主演・浦飯幽助 役[15][55]

### 映画
- DIVE!!（2008年6月14日、角川映画） - 富士谷要一（幼少期） 役
- ブタがいた教室（2008年11月1日、日活） - 岸本拓実 役
- 重力ピエロ（2009年5月23日、アスミック・エース） - 奥野春（少年時代） 役
- TAJOMARU（2009年9月12日、ワーナー・ブラザース映画） - 畠山直光（幼少期） 役
- 沈まぬ太陽（2009年10月24日、東宝） - 恩地克己（子供時代） 役
- シュアリー・サムデイ（2010年7月17日、松竹） - 喜志巧（幼少期） 役
- 忍たま乱太郎（2011年7月23日、ワーナー・ブラザース映画） - 田村三木ヱ門 役
- 空色物語「ニケとかたつむり」（2012年、東宝）[8] - 第7回東宝シンデレラ主演作オムニバスムービー
- 映画 鈴木先生（2013年1月12日、角川書店 / テレビ東京） - 出水正 役
- 陽だまりの彼女（2013年10月12日、東宝 / アスミック・エース） - 奥田浩介（中学生時代） 役[7][8]
- 信長協奏曲（2016年1月23日、東宝） - 森長可 役
- セーラー服と機関銃 -卒業-（2016年3月5日、KADOKAWA） - 周平 役[56]
- あやしい彼女（2016年4月1日、松竹） - 瀬山翼 役[10][57]
- ディストラクション・ベイビーズ（2016年5月21日、東京テアトル） - 健二 役[58]
- 君の膵臓をたべたい（2017年7月28日、東宝） - 主演・「僕」 役[注釈 3][59]
- 恋と嘘（2017年10月14日、ショウゲート） - 司馬優翔 役
- 勝手にふるえてろ（2017年12月23日、ファントム・フィルム） - イチ 役
- OVER DRIVE（2018年6月1日、東宝） - 新海彰 役
- スマホを落としただけなのに（2018年11月2日、東宝）
- 春待つ僕ら（2018年12月14日、ワーナー・ブラザース映画） - 浅倉永久 役[60]
- 十二人の死にたい子どもたち（2019年1月25日、ワーナー・ブラザース映画） - ノブオ 役[61]
- 君は月夜に光り輝く（2019年3月15日、東宝） - 主演・岡田卓也 役[注釈 4][62]
- 影踏み（2019年11月15日、東京テアトル） - 啓二 役[63]
- サヨナラまでの30分（2020年1月24日、アスミック・エース） - 主演・窪田颯太 役[注釈 5][64]
- 思い、思われ、ふり、ふられ（2020年8月14日、東宝） - 主演・山本理央 役[注釈 6][65][66]
- とんかつDJアゲ太郎（2020年10月30日、ワーナー・ブラザース映画） - 主演・勝又揚太郎 役[67]
- さくら（2020年11月13日、松竹） - 主演・長谷川薫 役[68]
- アンダードッグ（2020年11月27日、東映ビデオ） - 大村龍太 役[注釈 7][69]
- 砕け散るところを見せてあげる（2021年4月9日、イオンエンターテイメント） - 真っ赤な嵐 役[70][71]
- 東京リベンジャーズシリーズ（ワーナー・ブラザース映画） - 主演・花垣武道 役
  - 東京リベンジャーズ（2021年7月9日）[72][73]
  - 東京リベンジャーズ2 血のハロウィン編 -運命-（2023年4月21日）[74][75]
  - 東京リベンジャーズ2 血のハロウィン編 -決戦-（2023年6月30日）[75]
- 明け方の若者たち（2021年12月31日、パルコ） - 主演・僕 役[76][77]
- とんび（2022年4月8日、KADOKAWA） - 市川旭 役[78][79]
- そばかす（2022年12月16日、ラビットハウス） - 天藤光 役[80]
- スクロール（2023年2月3日、ショウゲート） - 主演・僕 役[注釈 8][81][82]
- 法廷遊戯（2023年11月10日、東映） - 結城馨 役[83]
- 悪い夏（2025年3月20日、クロックワークス） - 主演・佐々木守 役[84]
- 金子差入店（2025年5月16日、ショウゲート） - 小島高史 役[85][86]
- 愚か者の身分（2025年10月24日公開予定、THE SEVEN / ショーゲート） - 主演・松本タクヤ 役[87]

### オリジナルビデオ
- 本当は怖い童謡 VOL.1 あめふり（2008年） - 主演・コウタ 役

### 劇場アニメ
- HELLO WORLD（2019年9月20日、東宝） - 主演・堅書直実 役[88]
- ぼくらの7日間戦争（2019年12月13日、ギャガ / KADOKAWA） - 主演・鈴原守 役[注釈 9][89]
- 思い、思われ、ふり、ふられ（2020年9月18日、東宝） - 男子生徒 役[90]
- かがみの孤城（2022年12月23日、松竹） - リオン 役[91]
- 映画 クレヨンしんちゃん オラたちの恐竜日記（2024年8月9日、東宝） - ビリー 役[92]

### 配信アニメ
- ANOTHER WORLD（2019年9月13日 - 10月4日、dTV・ひかりTV） - 主演・堅書直実 役[93]

### 舞台
- マーキュリー・ファー Mercury Fur（再演）（2022年1月28日 - 3月11日、世田谷パブリックシアター 他） - ダレン 役[94][95]

### テレビ番組

#### バラエティ
- 誰も知らない明石家さんま ロングインタビューで解禁!（2017年11月26日、日本テレビ） - 明石家さんま（高校時代） 役[96]
- サウナーーーズ  磯村勇斗とサウナを愛する男たち（2020年3月、WOWOW） - ナレーション
  - サウナーーーズ2 磯村勇斗×北村匠海（2021年3月、WOWOW）[97]
  - サウナーーーズ4 磯村勇斗とサウナを愛する男たち（2023年3月、WOWOW）

#### 情報番組・音楽番組
- ROCK AX Vol.4（2020年3月21日、日本テレビ） - ナレーション[98]
- めざましテレビ（2020年10月6日 - 21日、フジテレビ） - マンスリーエンタメプレゼンター[99]

### ラジオ
- Saturday Amusic Islands -Morning Edition-（2017年12月 - 、FM802） - 土曜日に月1コーナー「起きたら匠海」[100]

### サウンドドラマ
- リレー空想映画『嘘とマーガレット』（2020年6月18日） - 主演・リク 役[101]

### ミュージック・ビデオ
- 100s『世界のフラワーロード』（2009年）
- RADWIMPS『携帯電話』（2010年）
- キマグレン『IT'S MY 勇気』（2011年）
- 山下達郎『光と君へのレクイエム』（2013年）[102]
- OKAMOTO'S『Dancing Boy』（2019年）[103]

### CM
- HONDA 低床・低重心ミニバン-低床の世界篇-（2007年）
- 進研ゼミ中学講座（2011年）
- 東日本旅客鉄道（JR東日本）JR SKISKI「そこに雪はあるか。」編（2015年 - 2016年）
- Radiko.jp（2016年）
- ファイントゥデイ資生堂 シーブリーズ ダンス部先輩（2017年） - 匠海 役[104]
- 大塚製薬 カロリーメイト「一歩を信じる」篇（2017年）[105]
- GUERLAIN「GUERLAIN MAKE THE DRAMA」（2018年8月10日）[106] - ウェブムービー
- JT企業広告「想うた」篇（2018年）[107]
- ミニストップ「ハロハロ」（2018年7月 - ）[108]
- SoftBank「ギガ国物語」（2019年）[109]
- カンロ「ピュレグミ」（2019年2月 - ） - 映画『君は月夜に光り輝く』タイアップCM[110]
- ABCマート「READY ALREADY? new balance703」（2020年6月18日 - ）[111]
- 武田コンシューマーヘルスケア「ベンザブロック®プレミアム」（2020年9月2日 - ）[112]
- JINS「JINS 1DAY」（2020年11月14日 - ）[113]
- ブルボン
  - 「フェットチーネグミ」（2021年3月2日 - ）[114]
  - 「濃厚チョコブラウニー」（2022年10月4日 - ）[115]
- 明治「VAAM」（2021年6月3日 - ）[116]
- SUNSTAR「Ora2 me」（2021年9月25日 - ）[117]
- ニベア花王「ニベアメン モーニング10」（2021年10月12日 - ）[118]
- Eleven「さすだけ系WiFi」（2021年11月10日 - ）[119]
- エスモードインターナショナル「ジェンダーレス香水 THE KIRAKU」（2022年6月10日）[120]
- 三井住友銀行「Olive」（2023年2月10日 - ）[121]
- VT COSMETICS JAPAN（2023年2月21日 - ）[122]
- ニコン（2023年7月13日 - ）[123]
- 日本マクドナルド「ハワイやんバーガーズ」（2023年7月25日 - ）[124]
- PERSOL「doda」（2023年9月28日 - ）[125]
- ネスレ日本
  - 「ネスカフェ Make your world」（2023年10月2日 - ）[126]
  - 「ネスカフェ ゴールドブレンド エコ&システムパック」（2024年3月28日 - ）[127]
  - 「ネスカフェ エクセラ ボトルコーヒー」（2024年5月24日 - ）[128]
- Cygames「GRANBLUE FANTASY Relink」（2024年1月26日 - ）[129]
- アサヒビール「クリアアサヒ」（2024年3月19日 - ）[130]
- マンダム「ギャツビー」（2024年4月3日 - ）[131]
- ユニバーサル・スタジオ・ジャパン（2025年2月11日 - ） - ブランドアンバサダー[132]
- ダイハツ工業「ロッキー」（2025年5月7日 - ）[133]

### モデル
- 幻冬舎文庫「今日、出掛けるの、やめない？」イメージキャラクター（2018年）[134]
- 集英社文庫夏のフェア「ナツイチ」キャンペーンキャラクター（2019年）[135]
- LANVIN en Bleu ブランドアンバサダー（2020年 - ）[136][137]
- TikTok TOHO Film Festival 2021 公式アンバサダー（2021年）[138]
- Tommy Hilfiger FALL 2021 メンズウェアコレクション ブランドアンバサダー（2021年）[139]
- 角川文庫「カドフェス ザ・ベスト2021」イメージキャラクター（2021年）[140]
- VT COSMETICS JAPAN ブランドアンバサダー（2023年）[141]
- アダストリア niko and... ブランドアンバサダー（2023年）[142]
- コーチ プレイ@原宿ポップアップ スペシャルパートナー（2023年）[143]
- ディオール ジャパン ブランドアンバサダー（2024年）[144]

## 書籍

### 写真集
- 北村匠海 ファーストソロ写真集『U&I』（2019年9月26日、KADOKAWA）[145]ISBN 978-4-04-896579-8
- 北村匠海&矢部昌暉デジタル写真集 僕らの旅。（2022年3月4日、主婦と生活社）ISBN 978-4-391-20326-4

### 雑誌連載
- 週刊ザテレビジョン『take me,take you』（2017年3月17日号 - 2019年12月13日号、KADOKAWA）連載 [146]
- MEN'S NON-NO『北村匠海のチルアウトごはん』（2020年1月号 - 、集英社）連載[147]

### その他
- 佐藤寛太 パーソナルブック『NEXT BREAK』（2021年6月16日、ワニブックス）[注釈 10][148]

## 個展
- 北村匠海 個展『北村匠海 20歳記念展-ハタチワタシ-』（2017年11月3日 - 5日、渋谷・美竹画廊）[149]

## 受賞歴
2017年
- 第42回報知映画賞 新人賞（『君の膵臓をたべたい』）

2018年
- 第41回日本アカデミー賞  新人俳優賞（『君の膵臓をたべたい』）
- おおさかシネマフェスティバル2018 新人男優賞（『君の膵臓をたべたい』）

2020年
- 第12回TAMA映画賞 最優秀新進男優賞（『サヨナラまでの30分』『思い、思われ、ふり、ふられ』『影踏み』『ぼくらの7日間戦争』『思い、思われ、ふり、ふられ（アニメ映画版）』）

2021年
- 2021年 第45回エランドール賞 新人賞
- 2021年 GQ MEN OF THE YEAR 2021 メン・オブ・ザ・イヤー・ブレイクスルー・アクター賞
- 2021 Asia Artist Awards Best Acting Award
- ELLE CINEMA AWARDS 2021 エル メン賞（『東京リベンジャーズ』）

2022年
- 第33回日本ジュエリーベストドレッサー賞 男性部門